# Leverano Vendemmia Tardiva
Il Leverano Vendemmia Tardiva è un vino DOC la cui produzione è consentita nella provincia di Lecce.

## Caratteristiche organolettiche
- colore: giallo dorato
- odore: intenso, caratteristico
- sapore: vellutato, gradevole

## Produzione
Provincia, stagione, volume in ettolitri
- nessun dato disponibile